# Cuprodongchuanita
La cuprodongchuanita és un mineral de la classe dels fosfats que pertany al grup de la dongchuanita.

## Característiques
La cuprodongchuanita és un fosfat de fórmula química Pb₄CuZn₂(PO₄)₄(OH)₂. Va ser aprovada com a espècie vàlida per l'Associació Mineralògica Internacional l'any 2021, i encara resta pendent de publicació. Cristal·litza en el sistema triclínic.
Les mostres que van servir per a determinar l'espècie, el que es coneix com a material tipus, es troben conservades a la col·lecció mineralògica del Museu Geològic de la Xina, a Beijing (República Popular de la Xina), amb el número de catàleg: m16124, i a les col·leccions del laboratori d'estructura cristal·lina de l'institut de recerca científica de la Universitat de Geociències de la Xina, a Beijing, amb el número de catàleg: dc-2.

## Formació i jaciments
Va ser descoberta a la República Popular de la Xina, a la loclaitat de Sanguozhuang, dins el districte de Dongchuan (Kunming, Yunnan). Aquest indret és l'únic a tot el planeta on ha estat descrita aquesta espècie mineral.